# CAEX
CAEX (Computer Aided Engineering Exchange) ist ein neutrales Datenformat zur Speicherung hierarchischer Objektinformationen. 
Die ursprüngliche Intention für die Entwicklung von CAEX war das Fehlen eines einheitlichen und eingeführten Datenaustauschformates zwischen den Gewerken der Verfahrens- und Prozessleittechnikplanung. Mittels CAEX kann z. B. die hierarchische Anlagenstruktur abgebildet werden, die auf einer gewissen Abstraktionsebene aus verkoppelten und parametrisierten Modulen und Komponenten besteht. CAEX ermöglicht das Speichern dieser Module und Komponenten mit Hilfe des Objektansatzes. Es unterstützt explizit Konzepte wie Kapselung, Klassen, Klassenbibliotheken, Instanzen, Instanzhierarchien, Vererbung, Relationen, Attribute und Schnittstellen. CAEX basiert auf XML und ist als XML-Schema definiert (xsd-Datei). 
CAEX kann für technische statische Objektstrukturen wie beispielsweise Anlagentopologien, Dokument- oder Produkttopologien oder Petrinetze verwendet werden. CAEX kann jedoch auch im nichttechnischen Bereich angewendet werden, z. B. zur Speicherung von Stammbäumen. 

## Technische Eigenschaften
CAEX kombiniert Modellierungstechniken mit Meta-Modellierungstechniken. Die Modellierungstechniken erlauben eine Speicherung von Objektinformationen, die herstellerübergreifend übereinstimmen, dazu gehören Objekte, Attribute, Schnittstellen, Hierarchien, Referenzen, Bibliotheken und Klassen. Die Meta-Modellierungstechniken erlauben hingegen eine flexible Definition von denjenigen Objektinformationen, die normalerweise herstellerabhängig sind, beispielsweise bestimmte Attributnamen, spezifische Klassen und Objektkataloge. CAEX dient im Wesentlichen der Speicherung statischer Objektinformationen und ist ursprünglich nicht für die Speicherung von Dynamik gedacht. Es ist aber möglich, eine Klassenbibliothek zur Beschreibung dynamischer Verhaltensbeschreibungen zu definieren, um beispielsweise Ablaufbeschreibungssprachen zu verwenden.

## Geschichte
Die CAEX-Entwicklung begann 2002 als Universitätskooperationsprojekt zwischen dem Lehrstuhl für Prozessleittechnik der RWTH Aachen unter der Leitung von U. Epple mit industrieller Unterstützung des ABB-Forschungszentrums Ladenburg unter der Leitung von Rainer Drath. Im Jahr 2003 wurde der erste CAEX-Vorschlag im deutschen Standardisierungsgremium DKE (K941, TC65, WG12) vorgestellt. Im Jahr 2004, wurde CAEX als Teil der DIN V 44366 vorgeschlagen. Nach einem positiven internationalen Voting wurde CAEX im Mai 2005 als Teil der IEC PAS 62424 publiziert. 2007 wurden in mehreren Workshops unterschiedliche Verbesserungsvorschläge für CAEX gesammelt und konsolidiert und in die IEC 62424 CDV als CAEX Version 2 eingebracht. Nach einer weiteren positiven internationalen Abstimmung liegt die IEC 62424 CDV (Committee Draft for Voting) vor.
CAEX wurde 2009 von der AutomationML community als objektorientiertes Datenformat übernommen und wird dort zur Modellierung von Topologien (Anlagentopologie, Ressourcentopologien, Kommunikationstopologien) verwendet. 

## Status
CAEX ist seit 2016 als CAEX Version 3 verfügbar und in der IEC 62424:2016 sowie  DIN EN 62424:2017-12 standardisiert.

## Entwicklungspartner
CAEX wurde innerhalb des DKE K 941 zusammen mit Industrieunternehmen wie Bayer, BASF, Linde, Uhde, Wacker, Intergraph, Comos Industry Solutions, ABB und der RWTH Aachen entwickelt.

## Anwendungen
CAEX wird derzeit in den Bereichen Verfahrensplanung, Leittechnikplanung, der Öl- und Gasindustrie und in der Fertigungsautomatisierung erforscht und genutzt. Das Datenformat AutomationML zur Speicherung von Anlagenplanungsdaten enthält eine Implementierung von CAEX.
Die folgenden Forschungsinstitute wenden CAEX an und untersuchen seine Potentiale (Stand 2007):
- RWTH Aachen
- HSU Hamburg
- TU Dresden
- Fraunhofer IOSB  (früher Fraunhofer IITB)
- Imperial College London